# Stantonia agroterae
Stantonia agroterae är en stekelart som beskrevs av Nixon 1950. Stantonia agroterae ingår i släktet Stantonia och familjen bracksteklar. Inga underarter finns listade i Catalogue of Life.